# Литвинов-Мосальский, Василий Васильевич
Василий Васильевич Мосальский-Литвинов (ум. после 1586) — князь, московский дворянин, казначей и воевода во времена правления Ивана IV Васильевича Грозного и Фёдора Ивановича. Рюрикович в XIX колене.
Сын родоначальника князей Литвиновых-Мосальских, королевского дворянина Василия Михайловича Мосальского по прозванию Литвин. Имел братьев: Ивана и Михаила Васильевичей.

## Биография
В актах Великого княжества Литовского 1534 года упоминается, как бежавший в Москву. 2 октября 1550 года пожалован в состав московского дворянства по 3-й статье. В 1572 году назначен казначеем. В том же году при отъезде царя из Москвы, в виду нашествия крымского хана, был в числе воевод, охранявших столицу. В чине свадьбы короля Арцымагнуса с княжной Марией Владимировной находился у саней королевы (1573). Второй воевода в Ругодиве.
По родословным показан умершим в 1577 году, что не соответствует историческим документам.
Послан в 1578 году в Крым к Менгли-Гирею, где в 1582 году заключил с ним перемирие. В сентябре 1583 года послан в Смоленск, на границу, с откупом, деньгами и соболями, для выкупа пленных. В 1586 году упомянут владельцем поместий и вотчин в Московском уезде.

## Критика
В Бархатной книге и у Е. Н. Бранденбурга ошибочно назван с прозванием "Кольцо". Г. А. Власьев относит данные о побеге в Москву князя Василия Васильевича к его отцу — тоже Василию, так как в источнике указано только имя и фамилия.